# Glabrocyphella rubescens
Glabrocyphella rubescens är en svampart som beskrevs av Rick 1961. Glabrocyphella rubescens ingår i släktet Glabrocyphella och familjen Marasmiaceae.   Inga underarter finns listade i Catalogue of Life.